# 巴塔哥尼亞

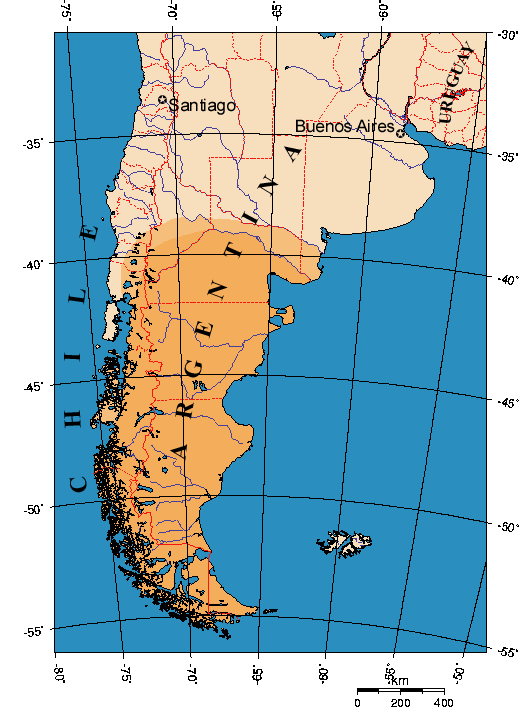
巴塔哥尼亞

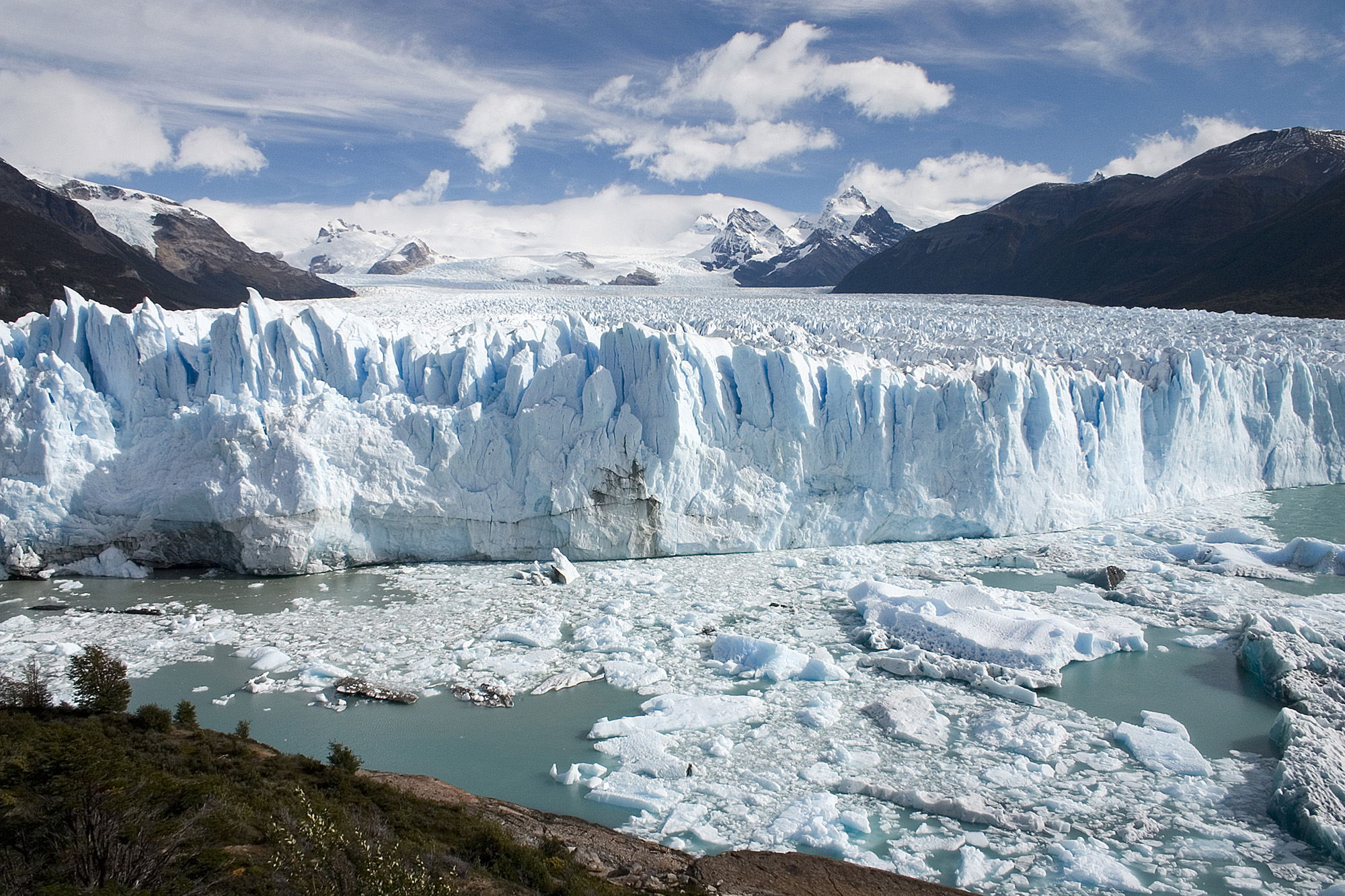
巴塔哥尼亞的帕里托·莫列諾冰川

巴塔哥尼亞（西班牙語：Patagonia）位于南美洲南端，一般是指科羅拉多河以南（或以南緯40度為界）的地區，包括安第斯山脉的南端，主要位于阿根廷境內，小部分屬於智利。明《坤輿萬國全圖》謂之「巴大溫（即長人國）」。
一般認為科羅拉多河與巴蘭卡斯河（Barrancas rivers）是阿根廷巴塔哥尼亞的北部邊界，這兩條河流都源自於安地斯山脈，往東流入大西洋。有時候，火地群島（Tierra del Fuego）會被劃入巴塔哥尼亞的範圍內。一般地理與歷史學家公認的智利巴塔哥尼亞北部邊界為阿勞卡尼亞大區（Araucania Region）內的惠因袞斷層（Huincul Fault）。
巴塔哥尼亞地区地貌多样，西部有山脉、冰川、湖泊、峡湾、温带雨林，东部有高原、草原和荒漠，地形主要是以海拔1千米上下的高原以及窄小的海岸平原為主，各河流發源於安地斯山，向東流入大西洋，切割成河谷。巴塔哥尼亞地区的安第斯山脉的奇绝山峰和冰川使这里成为徒步和风光摄影的天堂，其中尤以阿根廷境内的冰川国家公园和智利境内的百内国家公园著称。阿根廷冰川国家公园的托雷峰和菲茨罗伊峰是极致风光摄影师和徒步爱好者神往的地方。菲茨罗伊峰也因此成为户外运动品牌巴塔哥尼亚（英语：Patagonia）的标志。阿根廷境内的佩里托莫雷诺冰川被普遍认为是全球最具视觉冲击力的冰川，虽然其面积不是最大。
巴塔哥尼亞的西邊是太平洋，東邊是大西洋，中間有許多不同的水域相互連接，例如麥哲倫海峽（Strait of Magellan），比格爾海峽（Beagle Channel），還有南部的德雷克海峽（Drake Passage）。
該地區屬於溫帶乾旱半乾旱氣候，一方面位處於西風帶的背風面，一方面受沿岸的福克蘭寒流的影響，全年雨量在90-450毫米之間（作为鲜明对比，位于巴塔哥尼亚西侧的百内国家公园，年降水量可达4,000至7,000mm），年均溫在4-20℃，夏季凉爽，冬季温冷。除海拔较高的区域外，最冷月份平均温度通常不低于0°C。大部分地區形成荒漠，被稱作巴塔哥尼亞沙漠。南端緯度較高的地方常见降雪，但积雪通常不持续很长时间。风力强盛，有速率超过100km/h的强风。
受該地區氣候的影響，農業不發達，北部有河水灌溉處可生產水果、苜蓿、橄欖等；南部則植物稀少；西北部高原有石油、鐵、錳等礦產。該地居民主要有雅馬納人、阿拉卡盧夫人，此外也有少數巴塔哥尼亞土著。巴塔哥尼亞有威爾斯以外最大的威爾斯人社群。
西班牙人初次抵達巴塔哥尼亞時，巴塔哥尼亞已有許多不同的原住民。當時，巴塔哥尼亞只有西北部的一小部分當地原住民發展農業生活，其餘地區的原住民都是過著漁獵採集的生活。在巴塔哥尼亞東部, 原住民以雙腳代步移動，或者使用獨木舟或小船在冰河河道中航行。後來到了西班牙殖民統治時期，東北部的原住民開始承襲了騎馬的生活習慣與交通方式。

## 图集

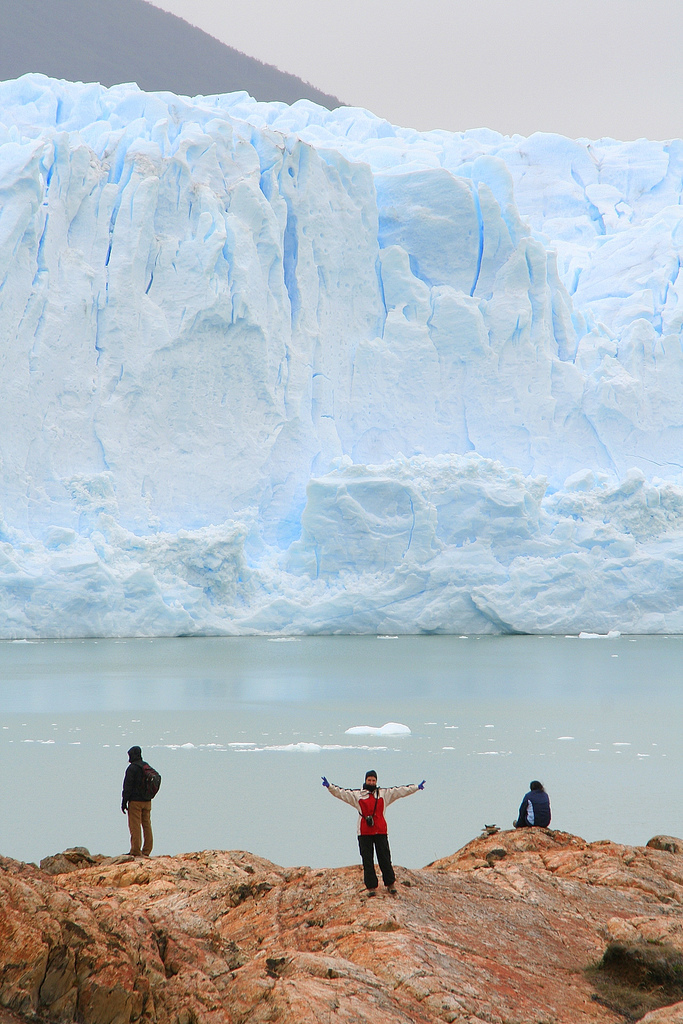
莫雷諾冰川
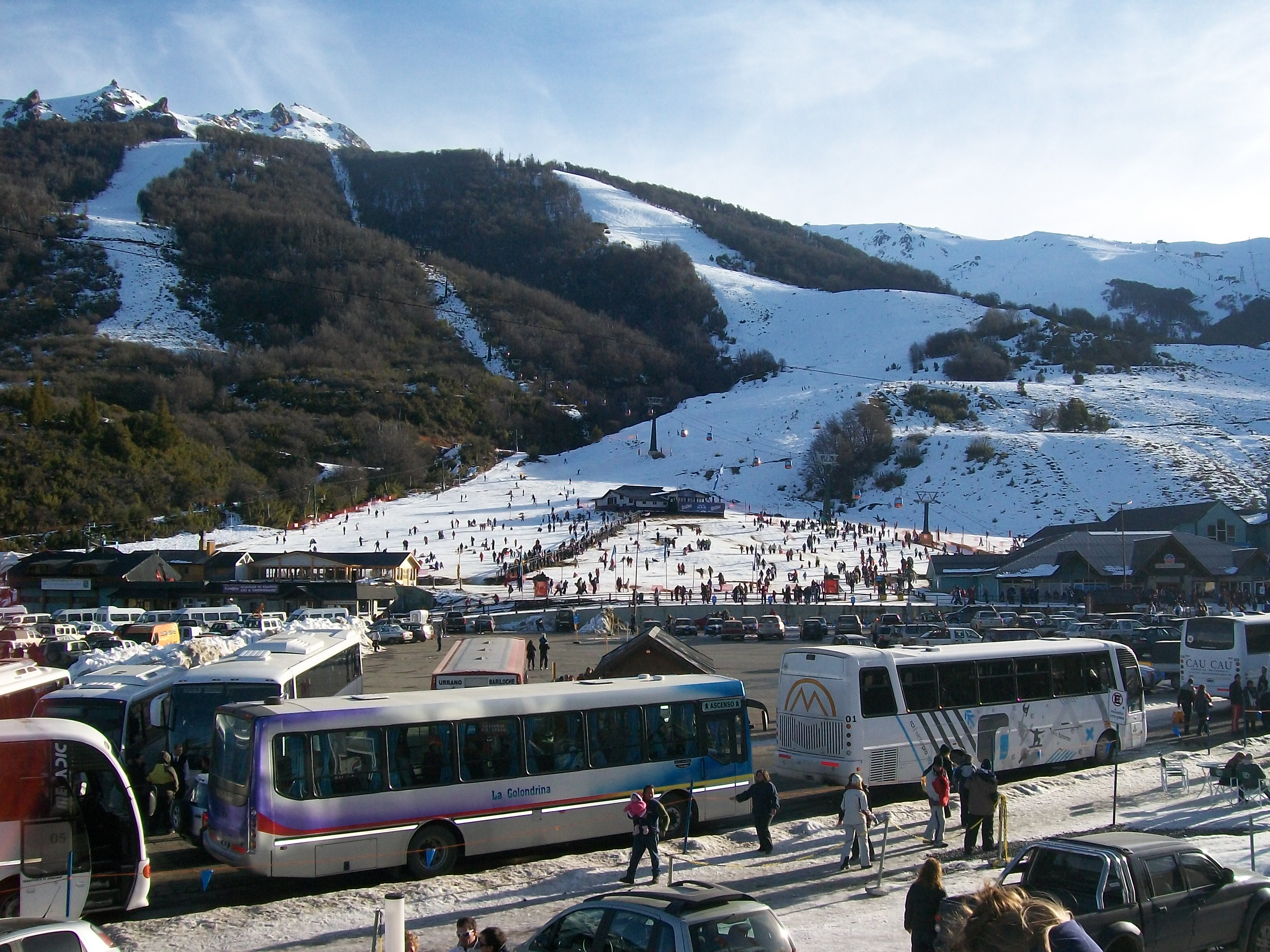
圣卡洛斯-德巴里洛切
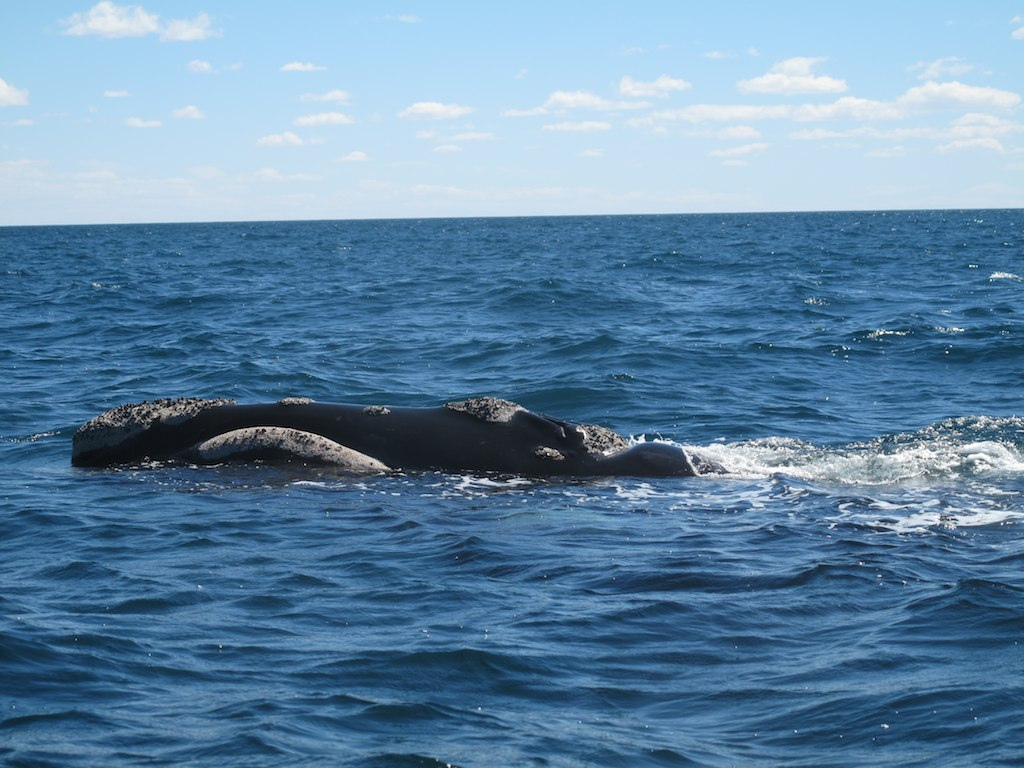
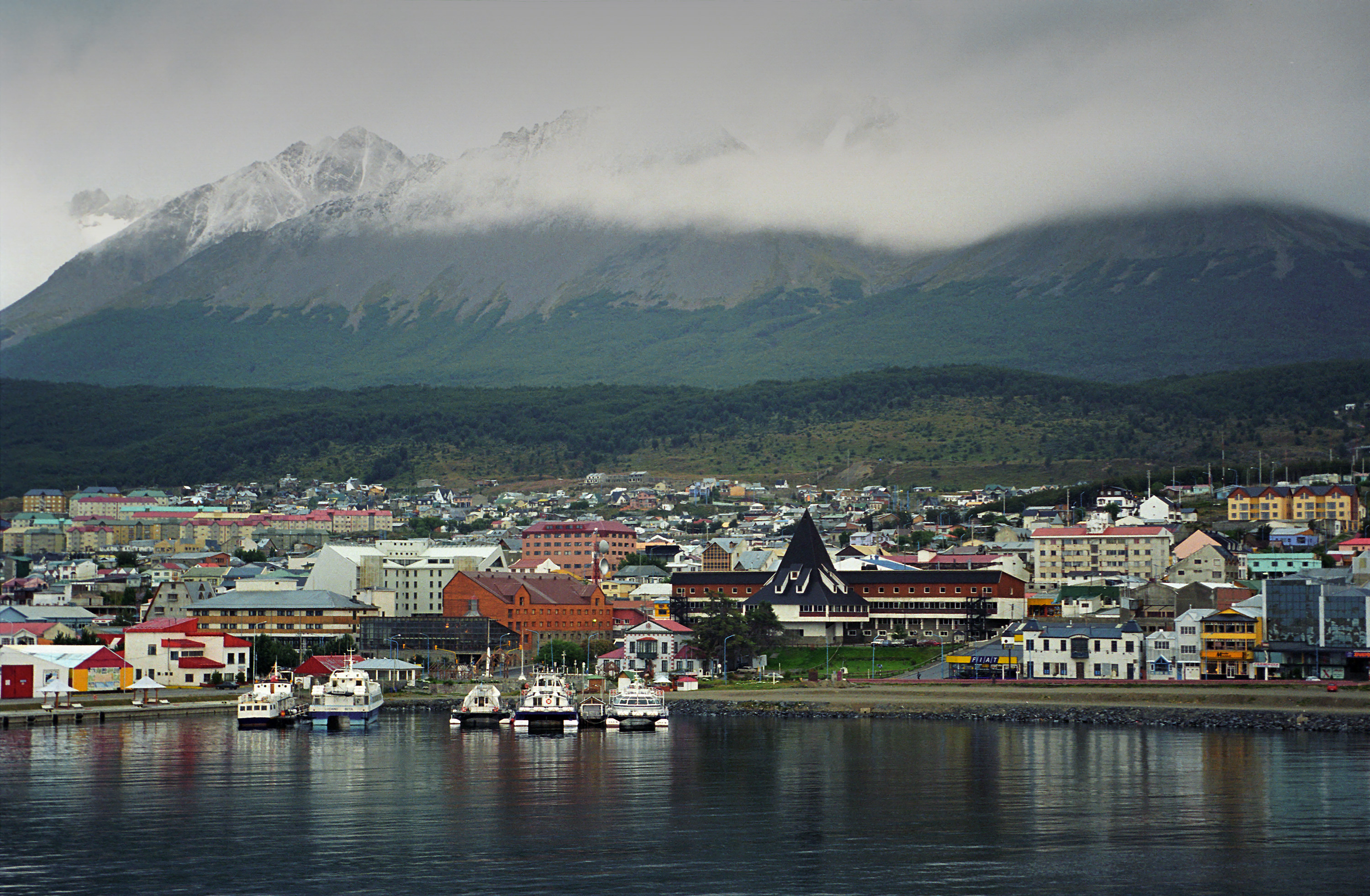
乌斯怀亚

### 城市
| 城市                 | 人口             | 省/地區              | 國家   |
| -------------------- | ---------------- | -------------------- | ------ |
| 內烏肯               | 345,097 (都會區) | 內烏肯省             | 阿根廷 |
| 里瓦達維亞海軍准將城 | 173,300          | 丘布特省             | 阿根廷 |
| 蓬塔阿雷納斯         | 116,005          | 麥哲倫省             | 智利   |
| 聖卡洛斯-德巴里洛切  | 108,250          | 內格羅河省           | 阿根廷 |
| 特雷利烏             | 99,201           | 丘布特省             | 阿根廷 |
| 里奧加耶戈斯         | 97,742           | 聖克魯斯省           | 阿根廷 |
| 羅卡將軍市           | 85,883           | 內格羅河省           | 阿根廷 |
| 里奧格蘭德           | 67,038           | 火地省               | 阿根廷 |
| 西波列蒂             | 79,097           | 內格羅河省           | 阿根廷 |
| 馬德林港             | 80,101           | 丘布特省             | 阿根廷 |
| 烏蘇懷亞             | 56,956           | 火地省               | 阿根廷 |
| 科伊艾克             | 50,041           | 伊瓦涅斯將軍艾森大區 | 智利   |
| 別德馬               | 52,704           | 內格羅河省           | 阿根廷 |
| 埃斯克爾             | 39,848           | 丘布特省             | 阿根廷 |

## 延伸閱讀
- The Last Cowboys at the End of the World: The Story of the Gauchos of Patagonia, Nick Reding, 2002. ISBN 0-609-81004-9
- The Old Patagonian Express, Paul Theroux, 1979.
- In Patagonia, Bruce Chatwin, 1977 and 1988. ISBN 0-14-243719-0
- Patagonia: A Cultural History, Chris Moss, 2008. ISBN 978-1-904955-38-2
- Patagonia: A Forgotten Land: From Magellan to Peron, C. A. Brebbia, 2006. ISBN 978-1-84564-061-3
- The Wild Shores of Patagonia: The Valdés Peninsula & Punta Tombo, Jasmine Rossi, 2000. ISBN 0-8109-4352-2
- Luciana Vismara, Maurizio OM Ongaro, PATAGONIA – E-BOOK W/ UNPUBLISHED FOTOS, MAPS, TEXTS （页面存档备份，存于） (Formato Kindle – 6 November 2011) – eBook Kindle
- Adventures in Patagonia: a missionary's exploring trip, Titus Coan, 1880. Library of Congress Control Number 03009975. A list of writings relating to Patagonia, 320-21.
- Idle Days in Patagonia （页面存档备份，存于） by William Henry Hudson, Chapman and Hall Ltd, London, 1893

## 外部連結
- Planning a vacation to Patagonia GUIDE （页面存档备份，存于）
- Photos from Chilean Patagonia (2008–2011) by Jorge Uzon
- Patagonia Nature Photo Gallery: Landscapes, flora and fauna from Argentina and Chile （页面存档备份，存于）
- Patagon Journal, magazine about Patagonia （页面存档备份，存于）
- Aborigines of Patagonia （页面存档备份，存于）
- Patagonia SinRepresas （页面存档备份，存于） （西班牙文）
- Patagonia de Chile （页面存档备份，存于） （西班牙文）
- Gallery of photos from Patagonia – February[永久]
- 'Race to the End of the Earth' – article about competing in Patagonian Expedition Race （页面存档备份，存于）
- 'The Accidental Explorer' – article about travels in Patagonia

41°48′37″S 68°54′23″W / 41.81015°S 68.90627°W